# Larouillies
Larouillies ist eine französische Gemeinde im Département Nord in der Region Hauts-de-France. Sie gehört zum Kanton Avesnes-sur-Helpe im Arrondissement Avesnes-sur-Helpe. Die Bewohner nennen sich Larouillois oder Larouilloises.

## Geografie
Die Gemeinde Larouillies liegt an der Grenze zum Département Aisne und im Regionalen Naturpark Avesnois, etwa 55 Kilometer ostsüdöstlich von Cambrai. Sie grenzt im Norden und im Osten an Étrœungt, im Süden an La Flamengrie und im Westen an Floyon. 
Larouillies wird von der Route nationale 2, die Paris mit Brüssel verbindet, passiert.

## Bevölkerungsentwicklung
| Jahr                       | 1962 | 1968 | 1975 | 1982 | 1990 | 1999 | 2008 | 2013 | 2020 |
| Einwohner                  | 351  | 308  | 286  | 332  | 314  | 276  | 277  | 262  | 249  |
| Quellen: Cassini und INSEE |      |      |      |      |      |      |      |      |      |

## Sehenswürdigkeiten
- Kirche Nativité de Notre-Dame mit ehemaliger, um 1700 erbauter Kapelle
- Kapelle Sainte-Face aus dem Jahr 1812
- Wasserturm
- Gefallenendenkmal

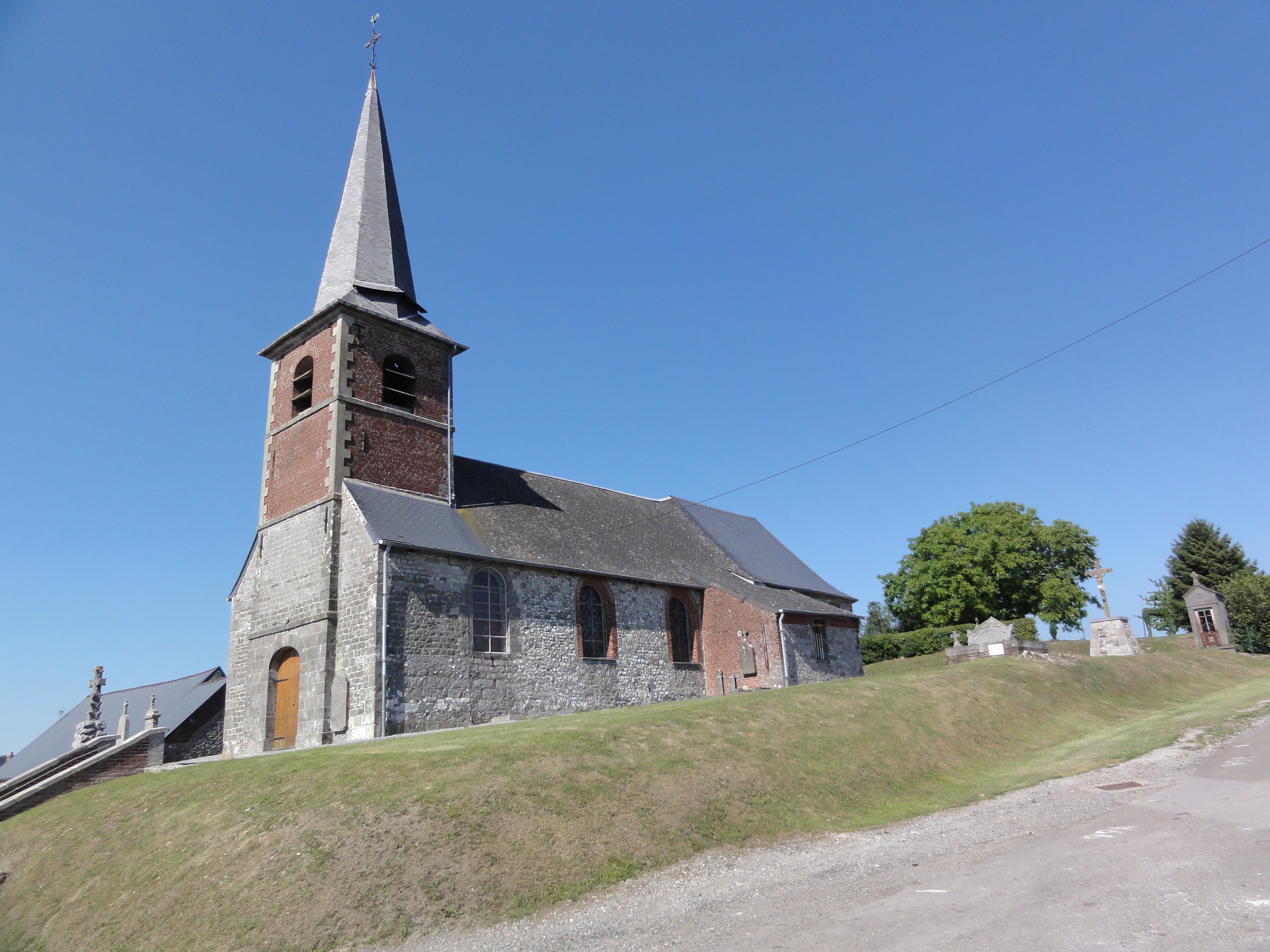
Kirche Nativité de Notre-Dame
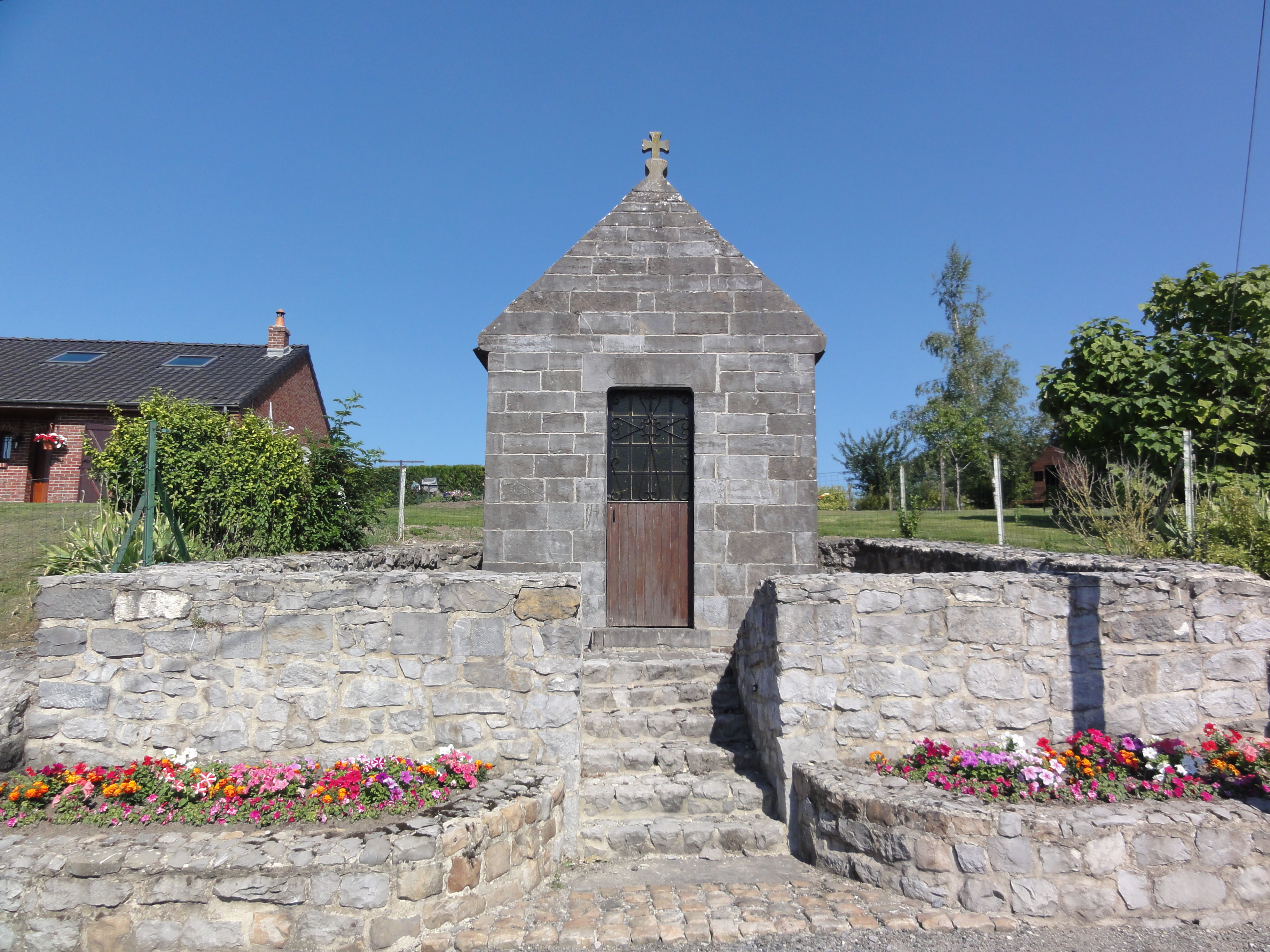
Kapelle Sainte-Face
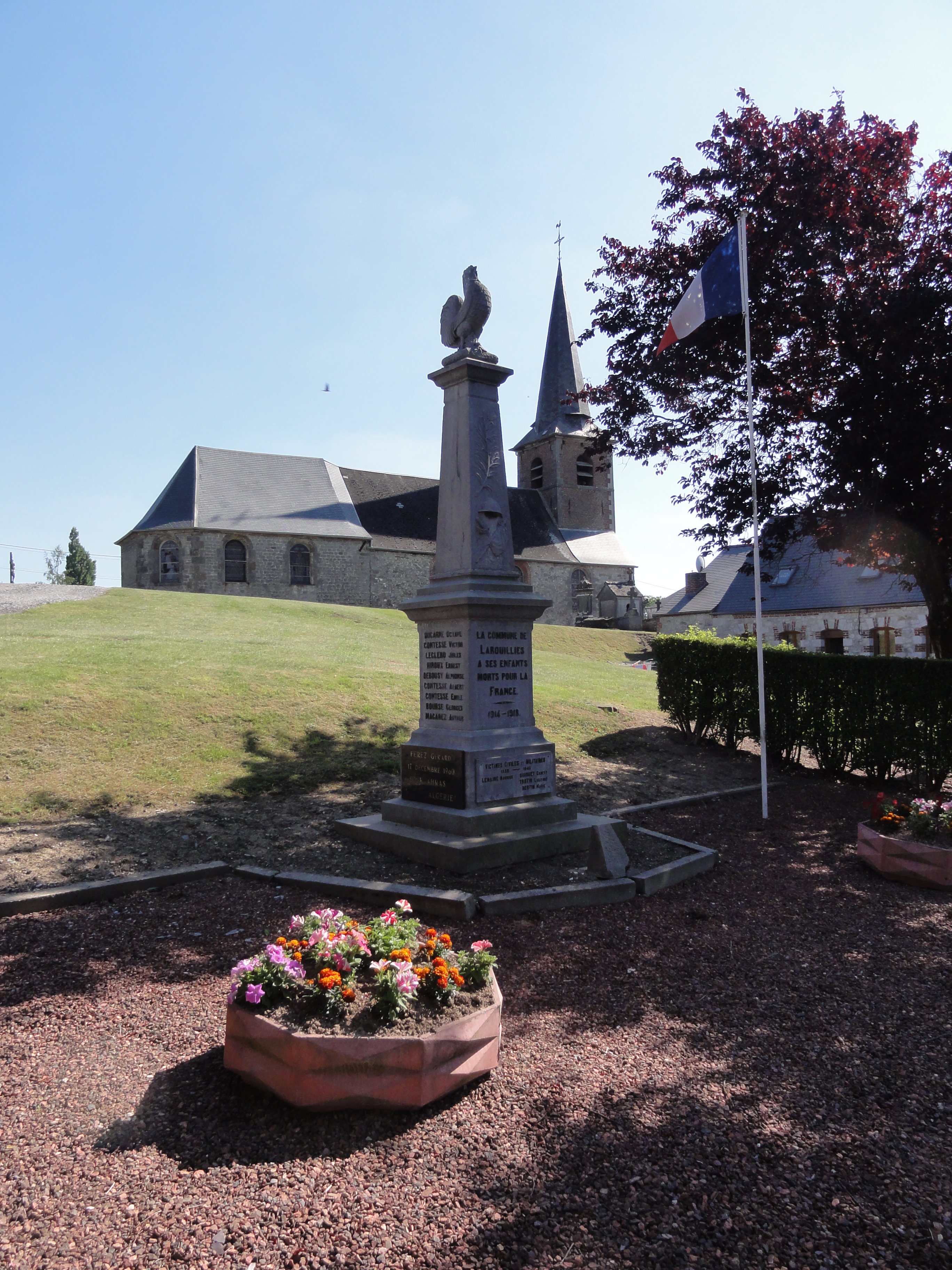
Gefallenendenkmal